# Simon Dickie
Simon Charles Dickie (31. marts 1951 - 13. december 2017) var en newzealandsk roer og dobbelt olympisk guldvinder.
Ved OL 1968 i Mexico City vandt Dickie en guldmedalje i firer med styrmand. Han var bådens styrmand, mens Ross Collinge, Dudley Storey, Warren Cole og Dick Joyce var roerne. Newzealænderne vandt guldmedaljen foran Østtyskland, der fik sølv, mens Schweiz sikrede sig bronzen.
Fire år senere, ved OL 1972 i München, vandt han sit andet olympiske guld, denne gang som styrmand i newzealændernes otter, der triumferede foran USA og Østtyskland. Han vandt sin tredje OL-medalje ved OL 1976 i Montreal, igen i otteren, der denne gang fik bronze.
Dickie vandt desuden en VM-bronzemedalje i otter ved VM 1970 i Canada, samt en EM-guldmedalje i samme disciplin i 1971 i København. På dette tidspunkt kunne roere fra hele verden deltage ved EM.

## OL-medaljer
- 1968:  Guld i firer med styrmand
- 1972:  Guld i otter
- 1976:  Bronze i otter